# Sowetski (Chanten und Mansen)
Sowetski (russisch Советский) ist eine Stadt in Westsibirien, im Autonomen Kreis der Chanten und Mansen/Jugra (Russland) mit 26.495 Einwohnern (Stand 14. Oktober 2010).

## Geographie
Die Stadt Sowetski liegt im Westen des Autonomen Kreises der Chanten und Mansen, zwischen dem Fluss Ob und dem Ural im Westsibirischen Tiefland. Das Klima ist kontinental.
Sowetski ist Verwaltungszentrum des gleichnamigen Rajons.
Die Stadt liegt an der 1969 eröffneten Eisenbahnstrecke Iwdel – Priobje; der Name der Bahnstation ist Werchnekondinskaja (Верхнекондинская). Hier zweigt eine Stichstrecke nach Agirisch ab.
Vier Kilometer südlich der Stadt befindet sich ein Flughafen.

## Geschichte
Der Ort sowie ein Forstwirtschaftsbetrieb entstand 1963 beim Bau der Eisenbahnstrecke Iwdel – Priobje und erhielt sofort den Status einer Siedlung städtischen Typs. 1997 erhielt die Siedlung Stadtrecht.

### Bevölkerungsentwicklung
| Jahr | Einwohner |
| ---- | --------- |
| 1970 | 5.897     |
| 1979 | 13.674    |
| 1989 | 21.123    |
| 2002 | 23.230    |
| 2010 | 26.495    |

Anmerkung: Volkszählungsdaten

## Kultur und Sehenswürdigkeiten
In Sowetski gibt es seit 1985 ein Rajon-Museums-und-Ausstellungszentrum mit den Schwerpunkten Archäologie, Ethnographie und moderner Geschichte des Gebietes.

## Wirtschaft und Infrastruktur
Die wichtigsten Wirtschaftszweige sind die Erdölförderung, betrieben hauptsächlich von der zum Konzern Lukoil gehörenden Uraineftegas (Урайнефтегаз), und die Forstwirtschaft (Советсклес, Sowetskles).
In der Nähe von Sowetski befindet sich seit 1986 ein 350 Meter hoher Sendemast für UKW und TV.

## Söhne und Töchter der Stadt
- Olga Melnik (* 1974), Biathletin